# خاتون أباد (شاهين دج)
خاتون أباد هي قرية في مقاطعة شاهين دج، إيران. عدد سكان هذه القرية هو 71 في سنة 2006.